# Kojuš
Kojushë en albanais et Kojuš en serbe latin (en serbe cyrillique : Којуш) est une localité du Kosovo située dans la commune/municipalité de Prizren et dans le district de Prizren/Prizren. Selon le recensement kosovar de 2011, elle compte 509 habitants.
Kojushë est également connu sous d'autres noms albanais comme Kojush.

## Démographie

### Évolution historique de la population dans la localité
| 1948 | 1953 | 1961 | 1971 | 1981 | 1991 | 2011 |
| ---- | ---- | ---- | ---- | ---- | ---- | ---- |
| 199  | 198  | 192  | 171  | 242  | 394  | 509  |

|  |

### Répartition de la population par nationalités (2011)
En 2011, les Albanais représentaient 99,41 % de la population.